# Kluiver

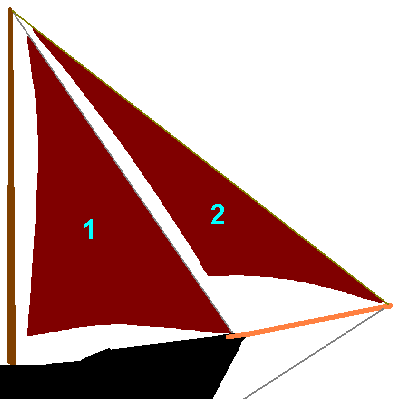
Fok (1) en kluiver (2)

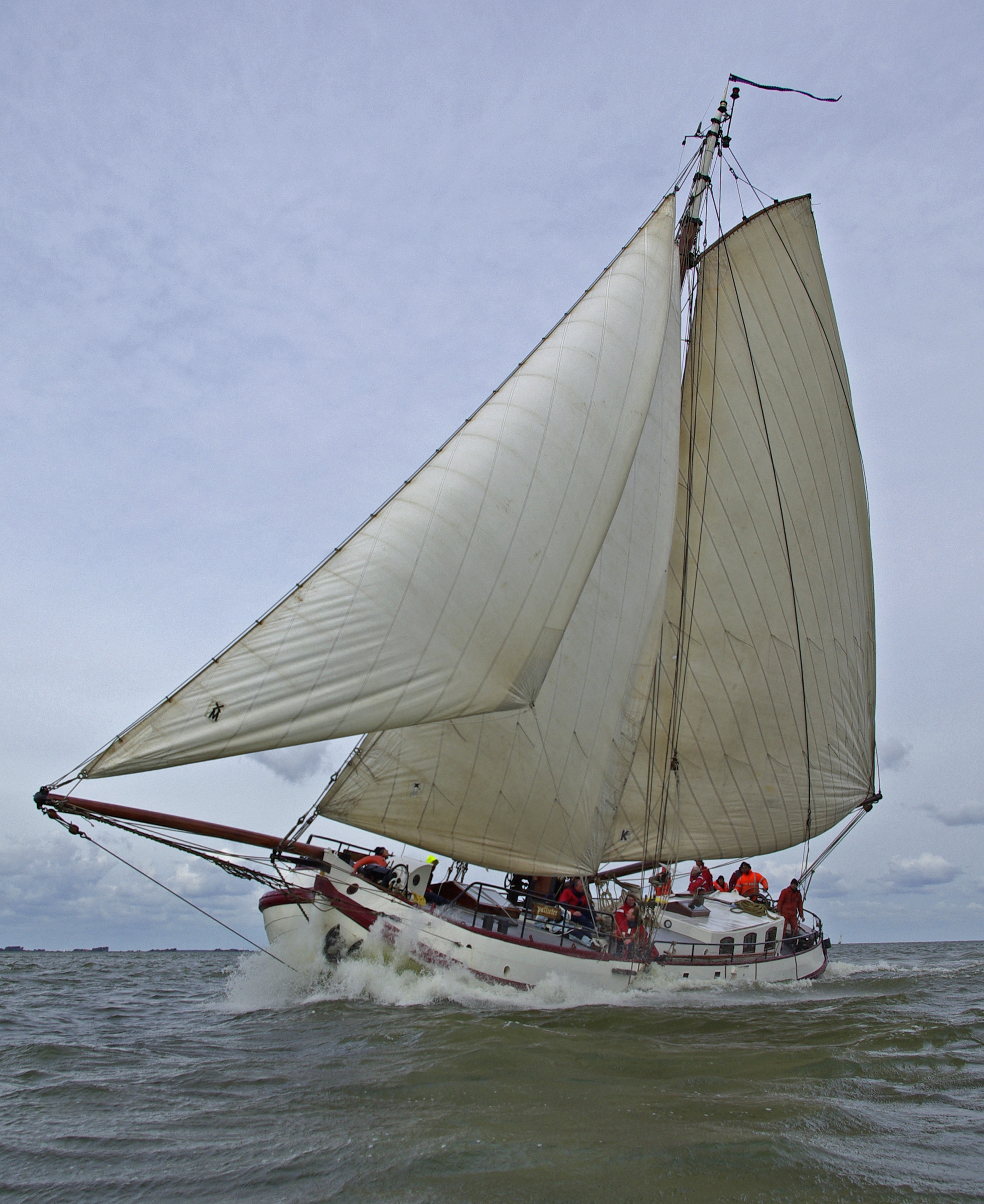
De tjalk Pallieter zeilt tijdens de Tjalkenrace op de kluiver, fok en grootzeil

Een kluiver of  kluiffok (2) is een driehoekig zeil dat voor de fok (1) gevoerd wordt. Voor het voeren van een kluiver is een kluiverboom of boegspriet nodig.
De kluiver wordt voornamelijk gebruikt bij klassiek getuigde schepen. Het rendement van een kluiver is zeer hoog, doordat een kluiver meestal smal(ler) is, dus een betere aspectverhouding heeft (dan bijvoorbeeld een grootzeil). Daarnaast wordt de kluiver voor de mast gevoerd en heeft dus geen last van windverstoringen van een mast. Een kluiver kan zowel aan een stag als vliegend gevoerd worden.
Een schip dat vaart met een grootzeil en een fok is sloepgetuigd, voegt men daar een kluiver aan toe, dan is het schip kottergetuigd. Als een kottergetuigd schip een vlieger en topzeil voert, spreekt men over een volbloed kotter.
Door het voeren van een kluiver (of twee kluivers, de binnenkluiver en de buitenkluiver) kan het schip beter in evenwicht zijn, en dus prettiger zeilen. De kluiver staat namelijk flink voorin, dus heeft een afvallende werking op de koers en het roer. Het maakt het schip lijgieriger.
Een kluiver is een uitstekend bijzeil, bedoeld voor ruimere koersen. Waar op een aan-de-windse koers een (teveel aan) zeiloppervlak (te) veel helling geeft, is op een ruimere koers de helling minder relevant. Een kluiver kan er bij getrokken worden voor extra oppervlak en dus snelheid. Andersom geredeneerd, een kluiver is een prima eerste rif bij een gefractioneerd tuigage, wat redelijk eenvoudig gebruikt kan worden.
Door de goede aspectverhouding worden klassiek getuigde schepen steeds vaker (aan-de-wind) getuigd met een kluiver. De kluiver is dan niet langer een bijzeil. 